# ジョン・エインズワース＝デービス
ジョン・エインズワース＝デービス （John Creyghton Ainsworth-Davies、1895年4月23日- 1976年1月3日）は、イギリス・ウェールズのアベリストウィス出身の陸上競技選手。1920年アントワープオリンピックの金メダリストである。

## 経歴
エインズワース＝デービスは、1920年アントワープオリンピックでは、400mと4×400mの2種目に出場。400mでは5位に終わるが、4×400mリレーではイギリスチームの第3走者を務め、セシル・グリフィス、ロバート・リンゼイそしてガイ・バトラーとともに3分22秒2で金メダルを獲得した。
エインズワース＝デービスは、国内では主なタイトルを獲得したことがなかった。オリンピックの4×400mリレーで金メダルをとったほかの選手たちは440ヤード、880ヤードの国内選手権を制している選手たちばかりであった。
エインズワース＝デービスは、第一次世界大戦の時は航空隊に所属。戦後、ケンブリッジ大学クライスト・カレッジで学び、卒業後は、泌尿器科医として活躍。また、王立医学協会に奉職した。第二次世界大戦の時には、英国空軍の外科部門のトップの地位にあった。